# Симон Киринеянин
Симон Киринеянин (ивр. שמעון‎, греч. Σίμων ο Κυρηναίος) — человек, упоминаемый в Евангелии, который часть крестного пути нёс Крест для распятия Иисуса Христа. Почитается святым в православной и католической традициях.

## О персонаже
О Симоне Киринеянине сообщают:

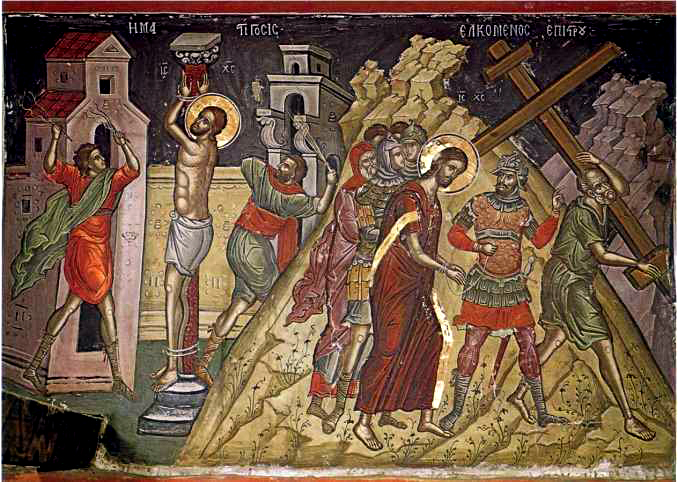
Симон несёт Крест на Голгофу
(фреска Феофана Стрелидзаса)

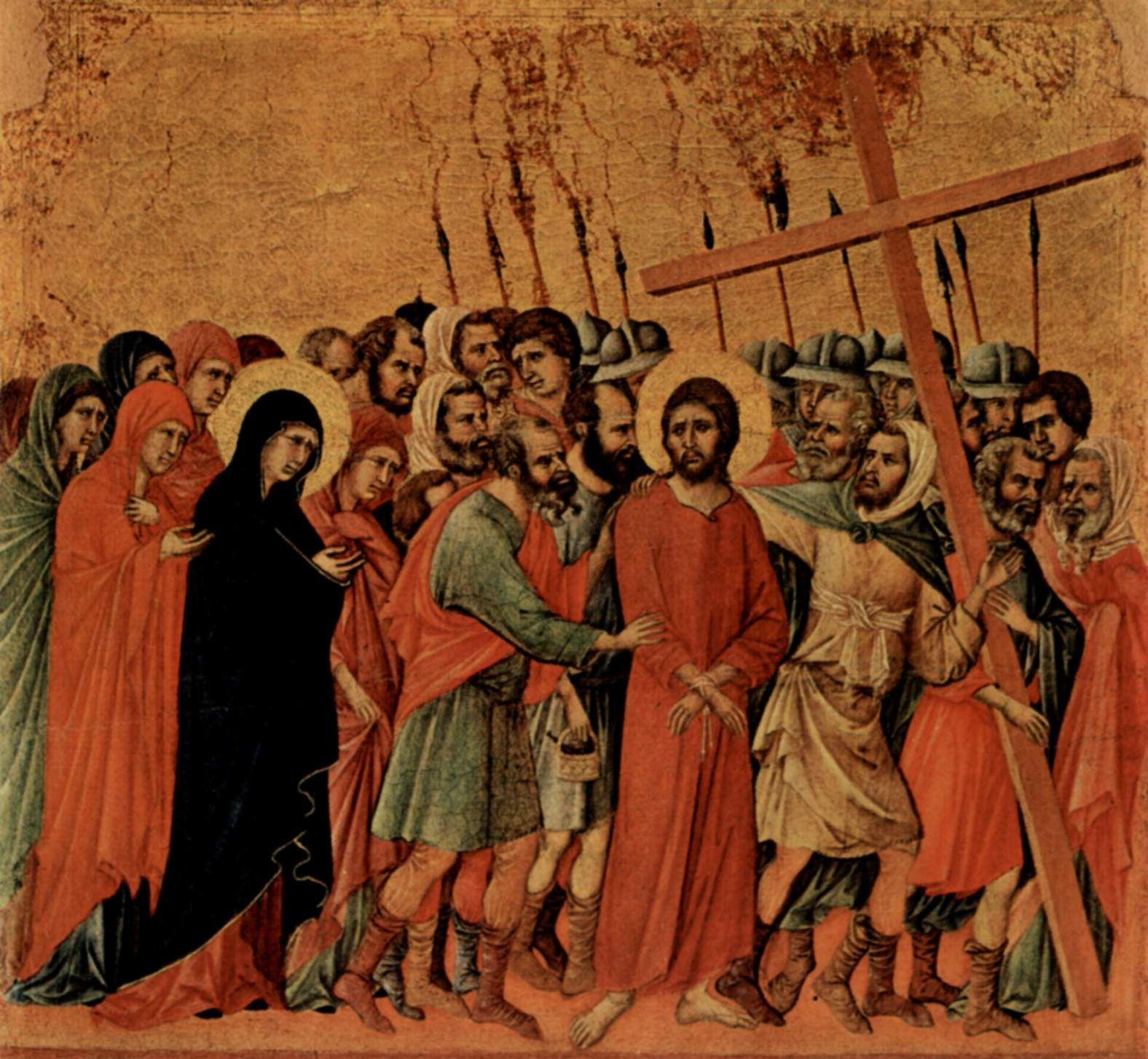
Крестный путь
(Дуччо ди Буонинсенья, «Маэста»

- евангелист Матфей: «Выходя, они встретили одного Киринеянина, по имени Симона; сего заставили нести крест Его» (Мф. 27:32);
- евангелист Марк: «И заставили проходящего некоего Киринеянина Симона, отца Александрова и Руфова, идущего с поля, нести крест Его» (Мк. 15:21);
- евангелист Лука: «И когда повели Его, то, захватив некоего Симона Киринеянина, шедшего с поля, возложили на него крест, чтобы нёс за Иисусом» (Лк. 23:26).

Основываясь на отсутствии у Иоанна Богослова упоминания о Симоне, Августин Блаженный пишет: «до восхождения на Голгофу Иисус Сам нёс крест Свой; Симон же, как вспоминают предыдущие три (евангелиста), был принуждён к этому уже в пути, при поднятии (креста) на (лобное) место».
Никаких других сведений о Симоне Священное Писание не содержит. Предполагают, что он принадлежал к еврейской общине ливийского города Киринеи и пришёл в Иерусалим на Пасху как и другие иудеи, жившие в рассеянии. Выдвигается версия, что он мог быть последователем Иисуса Христа, так как по мнению Иоганна Бенгеля «ни иудей, ни римлянин не захотели бы нести тяжести креста».
Согласно Евангелию от Марка имел двоих сыновей (Мк. 15:21).
Один из первых гностиков, Василид, утверждал, что Иисус не страдал и не был распят, но обманул иудеев, позволив, чтобы за него приняли Симона Киренейского, распятого в его образе, в то время как сам посмеивался над палачами. Известный арабский историк XIV века и толкователь Корана Ибн Касир писал со слов Ибн Аббаса, что вместо Исы был распят другой человек: «В тот момент Иса был вместе с двенадцатью-тринадцатью своими сподвижниками. Говорят, что это происходило в пятницу, ближе к заходу солнца, то есть в вечер на субботу. Они окружили дом, и когда он (Иса) почувствовал, что либо они неизбежно ворвутся, либо он должен выйти к ним, он сказал своим сподвижникам: „Кто хочет стать похожим на меня и быть моим спутником в раю?“ Один юноша добровольно вызвался, однако Иса счёл его молодым для этого. Он повторил свои слова во второй раз, и в третий, но никто, кроме этого юноши, не отзывался. Тогда Иса сказал: „Ты будешь им!“. И Аллах изменил его облик на облик Исы так, что они стали совершенно похожи. Затем в крыше дома открылось отверстие, и Иса впал в дремоту. В таком состоянии он вознёсся на небеса, как сказал об этом Всевышний: „О, Иса! Я возвращу тебя и вознесу к Себе…“ (Аль Имран: 55). Когда он вознёсся, его ученики вышли. Евреи, увидев этого юношу, приняли его за Ису, схватили его, надели ему на голову венок из колючек и распяли». Подобная точка зрения отражена и в апокрифическом Евангелии от Василида, преподававшего в Александрии в 117—138 годах н. э., где указывается, что в действительности вместо Исы был распят Симон Киринеянин.

## Образ в кино
| Название           | Страна | Год  | Режиссёр              | В роли Симона     | Примечания |
| ------------------ | ------ | ---- | --------------------- | ----------------- | ---------- |
| От яслей до креста | США    | 1912 | Сидней Олкотт         | Карл Винсент      |            |
| Царь царей         | США    | 1927 | Сесил Блаунт Демилль  | Уильям Бойд       |            |
| Иисус              | США    | 1979 | Питер Сайкс Джон Криш | Моти Бахарав      |            |
| Страсти Христовы   | США    | 2004 | Мел Гибсон            | Джаррет Мерц      |            |
| Варавва            | Россия | 2018 | Евгений Емелин        | Дмитрий Кузьменко |            |